# Weiten (Mettlach)
Weiten ist ein Ortsteil der Gemeinde Mettlach im Landkreis Merzig-Wadern (Saarland). Bis Ende 1973 war Weiten eine eigenständige Gemeinde.

## Geografische Lage
Der Ort liegt nordwestlich des Ortsteils Mettlach auf dem Saargau direkt an der Grenze zu Rheinland-Pfalz. Die luxemburgische Grenze liegt 15 Kilometer entfernt. Auf dem Bann des Ortes befindet sich mit dem Langensteinchen mit 451 m ü. NHN die höchste Erhebung links der Saar im Saarland. Weiten ist flächenmäßig der größte Ortsteil der Gemeinde Mettlach.

## Geschichte
Weiten ist der älteste urkundlich erwähnte Ort des heutigen Landkreises Merzig-Wadern. Im Jahr 634 wurde der Ort im Testament des Adalgisel Grimo, der ältesten erhaltenen Urkunde des Rheinlandes, als „villa fidinis“ erwähnt. Es darf jedoch anhand von römerzeitlichen Funden, darunter die Reste einer Villa Rustica, davon ausgegangen werden, dass das Entstehen des Ortes weiter zurückliegt. 
1984 beging das Dorf eine Woche lang die 1350-Jahr-Feier. Aus diesem Fest entstand das alljährliche Kaapesfescht, der Höhepunkt des Weitener Dorfgeschehens bis ins Jahr 2014. Das 30. Jubiläum des Dorffestes war die bislang letzte Auflage des Kaapesfescht. Gründe hierfür sind stark rückläufige Besucherzahlen und klamme Vereinskassen der vielen Weitener Vereine, welche das Dorffest bis dahin ausrichteten.
Am 1. Januar 1974 wurde Weiten in die Gemeinde Mettlach eingegliedert.
Seit Juni 2001 besteht eine offizielle Partnerschaft mit dem Ort Weiten in Niederösterreich. Aus dieser Partnerschaft entstanden Denkmale in Form von Sonnenuhren, die jeweils kurz vor den Ortsausgängen in Richtung Faha und dem alten „Weitener“ Weg (nach Orscholz) stehen.
Entwicklung des Namens
890 Viden
1150 Witte
1222 Witen
1344 Wyt
1484 Wyten
1518 Weitten
1587 Weytten
1631 Weitten
Einwohnerzahlentwicklung
| Jahr | Einwohner |
| ---- | --------- |
| 1817 | 0478      |
| 1830 | 0630      |
| 1845 | 0739      |
| 1851 | 0758      |
| 1860 | 0751      |
| 1876 | 0878      |
| 1913 | 1013      |
| 1927 | 1107      |
| 1948 | 1098      |
| 1961 | 1228      |
| 1965 | 1218      |
| 1968 | 1299      |
| 1970 | 1302      |
| 2015 | 1163      |

## Wappen
Nachdem mit Urkunde vom 28. Juli 1964 der saarländische Minister des Inneren der Gemeinde Weiten die Führung eines eigenen Wappens genehmigt hatte, wurde es am 15. August des gleichen Jahres unter Teilnahme der ganzen Bevölkerung und prominenter Ehrengäste in einer würdigen Festfeier dem Vertreter der Gemeinde Weiten, dem Bürgermeister Nikolaus Reuter, überreicht.
Das Wappen von Weiten ist in drei Felder aufgeteilt. Das obere linke Drittel zeigt auf silbernem Grunde das rote Wappenkreuz der Trierer Erzbischöfe, das nachweisbar zum ersten Male auf dem Sekretsiegel des Erzbischofs Heinrich von Finstingen erscheint. Die kirchliche Verbindung von Weiten zum Bischofsstuhl zu Trier geht in ihren Anfängen zurück auf die fränkische Zeit. Die Weitener Bevölkerung durfte sich stets der Gunst und Obsorge der Trierer Erzbischöfe erfreuen, wie einzelnen Visitationsprotokollen zu entnehmen ist. Im rechten oberen Feld ist das lothringische Kreuz mit zwei Querbalken auf Silbergrund abgebildet. Als dynastisches Symbol gelangte es von Ungarn über Polen nach Lothringen und erinnert an die Zugehörigkeit der früheren Gemeinde Weiten zum einstmaligen Herzogtum Lothringen. Das Kernstück des Weitener Wappens ist das silberne Hirschgeweih mit Kreuz auf breit ausladender Basis auf grünem Grunde. Das Hirschgeweih mit dem Kruzifix bezieht sich auf den Weitener Pfarrpatron, den heiligen Hubertus von Lüttich. Die grüne Fläche weist auf die ausgedehnten Wiesen und Felder des Ortes hin.